# Quân lực Thế giới Tự do (Chiến tranh Việt Nam)
Quân lực Thế giới Tự do (tiếng Anh: Free World Military Forces - FWMF hay Free World Military Assistance Forces - FWMAF) là danh xưng của khối đồng minh bao gồm 5 quốc gia tiến hành đưa quân đội sang trực tiếp chiến đấu cùng với Quân đội Hoa Kỳ và Quân lực Việt Nam Cộng hòa chống lại lực lượng quân sự của Mặt trận Dân tộc Giải phóng miền Nam Việt Nam (với sự hậu thuẫn của Việt Nam Dân chủ Cộng hòa cùng các đồng minh (Trung Quốc, Liên Xô, Cộng hòa Dân chủ Nhân dân Triều Tiên,...) từ năm 1962 đến 1973 trong chiến tranh Việt Nam. 5 quốc gia bao gồm: Hàn Quốc, Úc, New Zealand, Thái Lan và Philippines.
Ngoài ra còn có một số nước khác tuy không gửi quân đội sang chiến đấu nhưng tuyên bố ủng hộ về mặt chính trị như công nhận tính pháp lý, đặt quan hệ ngoại giao chính thức, viện trợ tài chính, vật chất, hỗ trợ đào tạo nhân lực, chuyên môn cho chính thể Việt Nam Cộng hòa như đội ngũ sĩ quan cố vấn, nhân viên, chuyên gia quân sự của Đài Loan làm việc trong Nha chiến tranh Tâm lý hay Tây Ban Nha, Tây Đức hỗ trợ cho Lực lượng Quân y. Lực lượng này cùng với Hoa Kỳ rút quân khỏi Việt Nam Cộng hoà sau Hiệp định Paris 1973.
| Quân số của Quân lực Thế giới Tự do (không kể Hoa Kỳ) | Quân số của Quân lực Thế giới Tự do (không kể Hoa Kỳ) | Quân số của Quân lực Thế giới Tự do (không kể Hoa Kỳ) | Quân số của Quân lực Thế giới Tự do (không kể Hoa Kỳ) |
| Quốc gia                                              | Năm tham chiến                                        | Số quân cao nhất                                      | Tử vong                                               |
| ----------------------------------------------------- | ----------------------------------------------------- | ----------------------------------------------------- | ----------------------------------------------------- |
| Úc                                                    | 1962                                                  | 8.500 (1969)                                          | 521                                                   |
| New Zealand                                           | 1964                                                  | 543                                                   | 37                                                    |
| Hàn Quốc                                              | 1964                                                  | 50.000 (1968)                                         | 4.407                                                 |
| Philippines                                           | 1964                                                  | 2.060 (1966) (hỗ trợ y tế, không tham chiến)          | 351                                                   |
| Thái Lan                                              | 1965                                                  | 11.570 (1970)                                         | 351                                                   |